# M41D輕戰車
M41D輕戰車是中華民國陸軍升級M41A3輕戰車的改良型，代號取自於柴油化（Diesel），在國軍輕戰車部隊逐漸式微後，成為僅存的輕戰車，預計M41D在2028年全數汰除。

## 開發史
中華民國政府撤台重新接收美援後，美造輕戰車汰換了各路八國聯軍車型，成為國軍裝甲部隊的中流砥柱。早期接收的是M18驅逐戰車及M24霞飛戰車。
自1958年起，中华民国陆軍總計接收700輛M41A2/A3輕戰車，與300輛左右自行修改M48A3戰車成為各裝甲旅、戰車群、步兵師戰車營、軍團裝騎營、海軍陸戰隊戰車營的主要裝備。軍方在1975年嘗試仿造M41車體的組件（純車體，不含火砲、射控、發動機與變速箱），以建立戰車的研發能力，在1976年仿製出第一輛M41，原稱為「64式輕戰車」，因為與同期使用M42防空砲車的車體與M18驅逐戰車的砲塔組合而成的另一款「國造64式輕戰車」同名，因此把M41的仿製車改稱為「國造65式輕戰車」以作區別。雖然65式輕戰車是一款仿製車，但對原設計有所改良，在砲塔兩側加裝一層抗彈鋼板及履帶加裝大型側裙，主砲亦是自製的M32型76口徑戰車砲，砲口制退器採用弧形制退器，而非當時制式的T型制退器，故此國造65式輕戰車可說是開發M41D的先聲，其大型側裙的概念也被保留於1990年代研發的M41D輕戰車上。
M41A2/A3輕戰車經過數十年操作已逐漸老朽，從1980年代起，就傳出國軍有意向歐洲國家採購M41輕戰車的改良套件，也有採購新式輕戰車的構想，但都因國際政治形勢及經費不足等原因而沒有實現。美國在1990年代初曾同意出售700輛M8-AGS取代這批舊戰車，又因報價過高而沒有落實。
1996年發生台海飛彈危機，如何讓這批老朽的輕戰車維持戰力成為當時陸軍的重要事項，中華民國政府緊急編列了一筆為數200億台幣的「緊急加強戰備經費」，當中預定由超過700輛M41A3輕戰車中擇優挑選400輛進行升級，M41D輕戰車計劃在當時被陸軍列為優先項目，1990年代末期由兩家團隊競標。但是原型車推出後陸軍的需求出現重大改變，除了在1990年代初戰發中心完成了450輛CM-11的生產及將100輛M48A3升級為CM-12；於1992年從美軍購入160輛二手M60A3 TTS，又於1996年飛彈危機後增購了300輛美軍二手M60A3 TTS。兩批合共460輛M60A3 TTS連同之前生產的CM-11及升級而成的CM-12，陸軍裝甲部隊已配備上千輛主力戰車，及後實施精實案削減陸軍規模，陸軍大部分單位亦已編制主力戰車，M41輕戰車的存在價值已經式微，其改造規模因此需重新評估。
雖然M41D輕戰車在技術上符合當初設定的要求，但陸軍購入大量主力戰車及進行改組後，使得改良舊式輕戰車已成為過時方案，改良計畫獲批出的金額也被大幅縮減，只批得12億新台幣經費為陸軍其中50輛M41進行升級，相當於象徵性採購一營的M41D輕戰車，作為對耗資數億元的M41延壽計畫給個交代。由於規模被大幅縮減，整個升級計劃在2000年初已經完成。雖然陸軍裝備了經升級的M41D，但中華民國海軍陸戰隊仍持續使用未經改良的M41A3達10年，直到2011年才由陸軍移交的M60A3 TTS替換，海軍陸戰隊為何當初沒有加入計畫採用M41D，箇中原因至今仍未有答案。
2024年國軍「5年兵力整建計畫」建案，113-117年檢討汰除「 CM24履帶彈藥車」等1459項裝備與「M41D戰車」等305項4萬9019件，預估撙節維持費新臺幣32億5131萬餘元。

## 動力系統
M41D的動力系統以柴油機取代汽油引擎，採用美國底特律柴油機出品的二氣門DDC 8V-71T渦輪增壓柴油發動機（與國軍現役M109、M110自走砲發動機同型），最大出力405匹馬力，最大淨扭力為1025磅/英尺。
雖然柴油發動機的最大馬力較汽油發動機少了100匹，但柴油的燃點比汽油高，較不易被引燃，所以安全性比汽油發動機高。柴油引擎也較原先的德立台AOS 895-3汽油引擎省油，加上油箱容量由原先的530公升增加到760公升，所以M41D最大航程從160公里增加至450公里。艾利森變速箱的CD-500-3型綜合驅動變速箱則繼續沿用。

## 射控與火砲系統
對火力的改良項目主要是增強夜戰能力及提升射擊精確度，採用德州儀器的CVTTS（Combat Vehicle Thermal Targeting System）夜視射控系統，取代M41A3型原有的光學瞄準儀器；並將原本M41A3的機械式彈道計算機更換為數位式計算機，M41D配備夜視及射控系統後，可以進行全天候作戰。但火砲仍舊沒有穩定裝置，因此仍缺乏行進間開火射擊目標的能力。駕駛席的M19紅外線潛望鏡更換成國造T85星光夜視鏡。

### M32K1 76毫米口徑線膛炮
M41輕戰車的砲塔環無法採用更大後坐力的火砲，故此火炮口徑維持76公厘，但改用由聯勤改良的M32K1型76毫米口徑線膛炮，可發射更高膛壓的砲彈。該炮引進以色列製M464尾翼穩定脫殼穿甲彈（APFSDS），初速達到每秒1,400公尺、膛線28條右旋，在2,000公尺的距離可以貫穿45度角的250毫米鋼板，可穿透中國人民解放軍的59-II式坦克及69式坦克正面車體裝甲（車體前裝甲厚約100毫米、砲塔前裝甲厚約220毫米）。主砲左側的美造M1919A4E1 7.62毫米同軸機槍換成國造T74V 7.62毫米同軸機槍。M32K1 76毫米炮另可發射M339穿甲曳光彈、M496高爆穿甲曳光彈、M352高爆彈、TC99訓練彈。在砲塔兩側加裝兩組T85榴彈發射器與儲存盒，可發射TC83人員殺傷訓練彈與M76防紅外線煙幕彈。

## 實戰部署
總數50輛的M41D輕戰車，除個位數留在裝甲兵學校等擔負訓練任務，另外編成一個營（44輛）。精實案後，陸軍裝甲第五八四旅戰車第二營編制配屬在金門，與另一個營的M60A3戰車做搭配，但實施精進案後，金門佈防兵力大幅度裁撤，使用M41D的戰車營也被裁編及調回台灣本島，車輛之後被配屬於陸軍各裝甲旅、機械化步兵旅的裝甲騎兵連使用。
2019年陸軍實施108輛M1A2T戰車的採購案後，北部的重點裝甲營在2025年起陸續換裝M1A2T，原有的CM-11及M60A3主力戰車將會被分配給其他裝甲單位取代更老舊的戰車。M41D因為車齡已很高又缺乏對抗新型兩棲戰車及單兵反戰車武器的能力，預期將會由其他單位移交的M60A3及裝備105公釐戰車砲的雲豹裝甲車取代。
2020年10月，烈嶼的M41A3發生翻車事故大火，造成一人死亡，蔡英文總統宣示盡早汰除老舊戰車，由軍備局209廠檢整14至15輛妥善的M41D戰車接手防務，國防部在12月把8輛M41D運到烈嶼，替換仍在使用汽油引擎的舊式M41A3。大部分M41D戰車已被停用，約有30輛從裝騎連汰除的M41D戰車，大部分已由軍備局209廠收回，部分轉至裝甲學校等單位。M41D規劃在2028年全數除役。

## M41D性能諸元
- 接地壓力：大於0.72kg/cm²
- 越障高度：0.711m
- 越壕寬度：1.828m
- 涉水深度：1.016m
- 最大爬坡：60%
- 最大傾斜：30%

## 流行文化
- 2015年，中國遊戲公司 小籠包網絡 旗下遊戲《最後一炮》推出 M41D。
- 2019年2月，白俄羅斯遊戲公司 戰遊網 旗下遊戲《戰車世界》推出 M41D 輕戰車。
- 2020年12月，中國遊戲公司 成都萬華鏡 旗下遊戲《灰燼戰線》推出 M41D。
- 2021年12月，俄羅斯遊戲公司 Gaijin Entertainment 旗下遊戲《戰爭雷霆》推出M41D輕戰車

## 關連項目
- M41輕型坦克
- 六四式輕戰車

## 外部連結
- 國防部-M41及M41D型戰車
- 國防新聞網 Ewdefense